# 내 마음 속의 노래와
《내 마음 속의 노래와》(With A Song In My Heart)는 미국에서 제작된 월터 랭 감독의 1952년 영화이다. 수잔 헤이워드 등이 주연으로 출연하였고 라마 트로티 등이 제작에 참여하였다.

## 줄거리
제인 프로먼은 신시내티 라디오 방송국의 겸손한 스태프 가수였으나, 이내 네트워크 라디오의 최고 스타로 발돋움한다. 제인은 감사하는 마음으로 자신의 에이전트 돈 로스와 결혼하지만, 곧 둘은 진정으로 사랑하는 사이가 아님을 깨닫는다. 제인의 인기는 치솟고, 그녀는 유럽 투어를 떠난다. 비행기 추락 사고로 인해 그녀는 부분적으로 불구가 된다. 목발 없이는 걸을 수 없게 되었음에도 불구하고, 그녀는 제2차 세계 대전 중 미군 부대원들을 위해 공연을 계속한다.

## 출연

### 주연
- 수잔 헤이워드
- 로리 칼혼

### 조연
- 데이비드 웨인
- 델마 리터
- 로버트 와그너
- 헬렌 웨스트콧
- 우나 머켈
- 리처드 알랜
- 막스 쇼워터

## 기타
- 미술: 라일 R. 휠러
- 미술: 조셉 C. 라이트
- 의상: 찰스 르 마리